# تيموك
تيموك (بالصربية: Тимок)‏ هو نهر يقع بين صربيا وبلغاريا وينبع هذا النهر في جبال البلقان ويعد أحد الروافد اليمنى لنهر الدانوب، تبلغ مساحة حوض النهر 4626 كم² (1,786 ميل مربع)، يكتب اسم هذا النهر باليونانية القديمة (Τίμαχος) وباللاتينية (Timachos) حيث من المعتقد أنه أشتق اسم النهر من الإسمين المذكورين، تعاني جودة مياه نهر تيموك بشدة بسبب تعدين النحاس في بلدة بور الواقعة في حوض نهر تيموك.